# Bahía Bretona

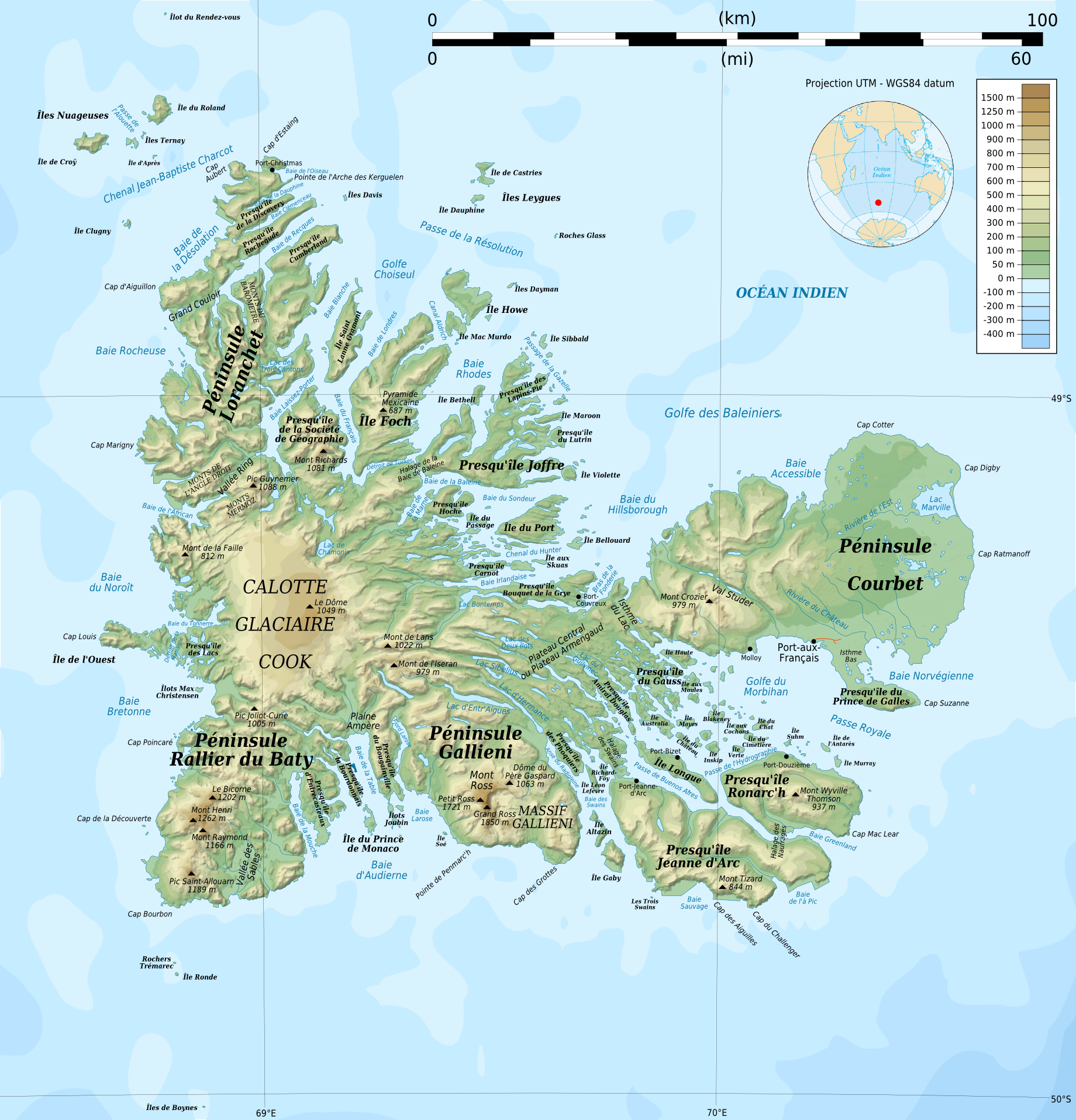
Mapa topográfico del archipiélago de los Kerguelen, a la izquierda está la bahía

La bahía Bretona es una bahía del oeste de la gran Tierra del archipiélago de los Kerguelen, en Tierras australes y antárticas francesas. Está formada por las costas sur de la isla del Oeste, al norte, y por las orillas occidentales de la península Rallier del Baty, al sudeste.
- Datos: Q2879422